# Largo (Floryda)
Largo – miasto w Stanach Zjednoczonych, w stanie Floryda, w hrabstwie Pinellas.